# A Lama
A Lama – gmina w Hiszpanii, w prowincji Pontevedra, w Galicji, o powierzchni 111,76 km². W 2011 roku gmina liczyła 2918 mieszkańców.